# Oliver Pahnke
Oliver Pahnke (* 2. Juni 1998 in Recklinghausen) ist ein deutscher Basketballspieler.

## Werdegang
Seinen ersten Einsatz in der 2. Bundesliga ProB für Citybasket Recklinghausen erhielt Pahnke im Oktober 2014 als 16-Jähriger. 2017 verfehlte er mit der Mannschaft den Klassenerhalt in der dritthöchsten deutschen Spielklasse. 2018 wurde Pahnke mit der zweiten Mannschaft der Rockets Gotha Meister der 1. Regionalliga Süd, hernach spielte er in der 2. Bundesliga ProB für die Basketball Löwen Erfurt, eine aus Teilen der vorherigen Gothaer Mannschaft hervorgegangene Neugründung.
2020 wechselte Pahnke innerhalb der Liga von der Süd- in die Nordstaffel zu den WWU Baskets Münster. Als Nachrücker gelangte der Student der Betriebswirtschaftslehre mit den Westfalen 2022 in die 2. Bundesliga ProA und erhielt auch für die zweithöchste deutsche Spielklasse einen Vertrag in Münster.
Pahnke ist ein Enkel des Arztes Heinrich Rodeck.